# Cipollino (film, 1961)
Pour plus de détails, voir Fiche technique et Distribution.
Cipollino (Чиполлино, Tchipollino) est un film d'animation soviétique réalisé par Boris Diojkine d'après le conte Les Aventures de Cipollino de Gianni Rodari, sorti en 1961.

## Synopsis
Cipollino, un garçon-oignon, mène la révolte des fruits et des légumes contre la tyrannie.

## Fiche technique
- Titre : Cipollino[1]
- Titre original : Чиполлино (Tchipollino)
- Réalisation : Boris Diojkine
- Scénario : Mstislav Pachtchenko
- Musique : Karen Khatchatourian
- Caméra : Elena Petrova
- Son : Boris Filtchikov
- Direction artistique : Konstantin Karpov
- Pays d'origine : URSS
- Format : Couleurs - 35 mm - Mono
- Genre : conte merveilleux
- Durée : 38 minutes
- Date de sortie : 1961

## Distribution

### Voix originales
- Maria Vinogradova : Cipollino
- Sergueï Martinson : prince Citron
- Vladimir Lepko : Cipollone
- Alexeï Polevoï : Citrouille
- Grigori Chpiguel : Tomate
- Vera Orlova : Radis
- Margarita Korabelnikova : Petite cerise
- Elena Ponsova : Comtesses Cerises
- Gueorgui Milliar : Carotte/Myrtille
- Erast Garine : Raisin/Poire
- Gueorgui Vitsine : Cactus, le jardinier
- Youri Khrjanovski : chien Pylesossik